# نينا مرسيدس
نينا مرسيدس وتُعرف أكثر باسم مرسيدس فقط وهو اسمها الفني، ولدت في 10 نوفمبر 1979 هي ممثلة إباحية أمريكية عارضة أزياء، راقصة تعري، مخرجة أفلام، منتجة، وكيلة مواهب وسيدة أعمال.

## النشأة
ولدت مرسيدس في كوربوس كريستي، تكساس. جدتها إيطالية أما والدها فمكسيكي من نسب الآزتك.
اقتحمت مرسيدس عالم الأزياء كعارضة حيث عملت مع عدة شركات على رأسها وول مارت ولم تكن تتجاوز حينها الخمسة عشر عاما. ثم عملت في وقت لاحق كعارضة للياقة البدنية تظهر في المجلات مثل مجلة تنمية العضلات وباقي المجلات الموجهة للمراهقين والشباب

## المسيرة المهنية
بدأت مرسيدس عملها كراقصة تعري وهي لم تتجاوز بعد التسعة عشر سنة؛ حيث استعملت اسنها الفني مرسيدس وذلل في إشارة إلى مسقط والدتها مرسيدس، تكساس. ثم في وقت لاحق أضافت لاسمها الفني كلمة «نينا» من أجل الإعلان عن نفسها على الإنترنت وكسب المزيد من الشهرة. يُشار إلى أن عمليات البحث على الإنترنت باستعمال كلمة «مرسيدس» غالبا ما تُسفر عن نتائج النجمة الإباحية مرسيدس آشلي أو شركة مرسيدس-بنز وهذا سبب إضافة تلك الكلمة لاسمها الفني الأحادي والذي أصبح ثنائي فيما بعد.
دخلت مرسيدس عالم صناعة السينما ومجال التمثيل في الأفلام الإباحية بعد اتصال من ستيفن هيرش (وكيل أعمال) والذي حثها على توقيع عقد مع شركة فيفيد إنترتينمنت (بالإنجليزية: Vivid Entertainment)‏ ففعلت هذا حيث وقعت عقدا مدته 4 سنوات مع الشركة قبل أن تفسخ معها العقد بحلول أيلول/سبتمبر 2005 في خطوة شكلت مفاجئة في عالم الإباحية خاصة وأنها كانت ناجحة مع الشركة.
أول أفلامها الإباحية كان رفقة ماريو روسي في فيلم إذن تزوجت نجمة إباحية (بالإنجليزية: So I Married a Porn Star)‏ للمخرج بول توماس. قبل أن تقتحم عالم الكتابة حيث ساهمت في تأليف كتاب كيف تحصل على إكس إكس إكس حياة سكسية: دليل فيفيد الذي صدر في 20 تموز/يوليو 2004. عندما انفصلت نهائيا عن شركة فيفيد في كانون الثاني/يناير 2006 أصبحت ممثلة إباحية حرة.

## قضايا جدلية
في تشرين الأول/أكتوبر 2003، ارتدت مرسيدس الحجاب ثم صورت حلقة إباحية لصالح شبكة فوكس التلفزيونية وذلك ضمن سلسلة هذه الأخيرة والتي حملت عنوان الجلد (بالإنجليزية: Skin)‏. ثم في آب/أغسطس 2006 أصبحت مرسيدس خبيرة وناصحة في مجال الجنس والعلاقات العاطفية وذلك بعدما حصلت على عمود خاص بها في مجلة فتيات بوك كانت تنشر فيه يوميا خبرتها وتشاركها مع متابعيها ومحبيها تحت عنوان «اسأل نينا».

## مشاريع أخرى

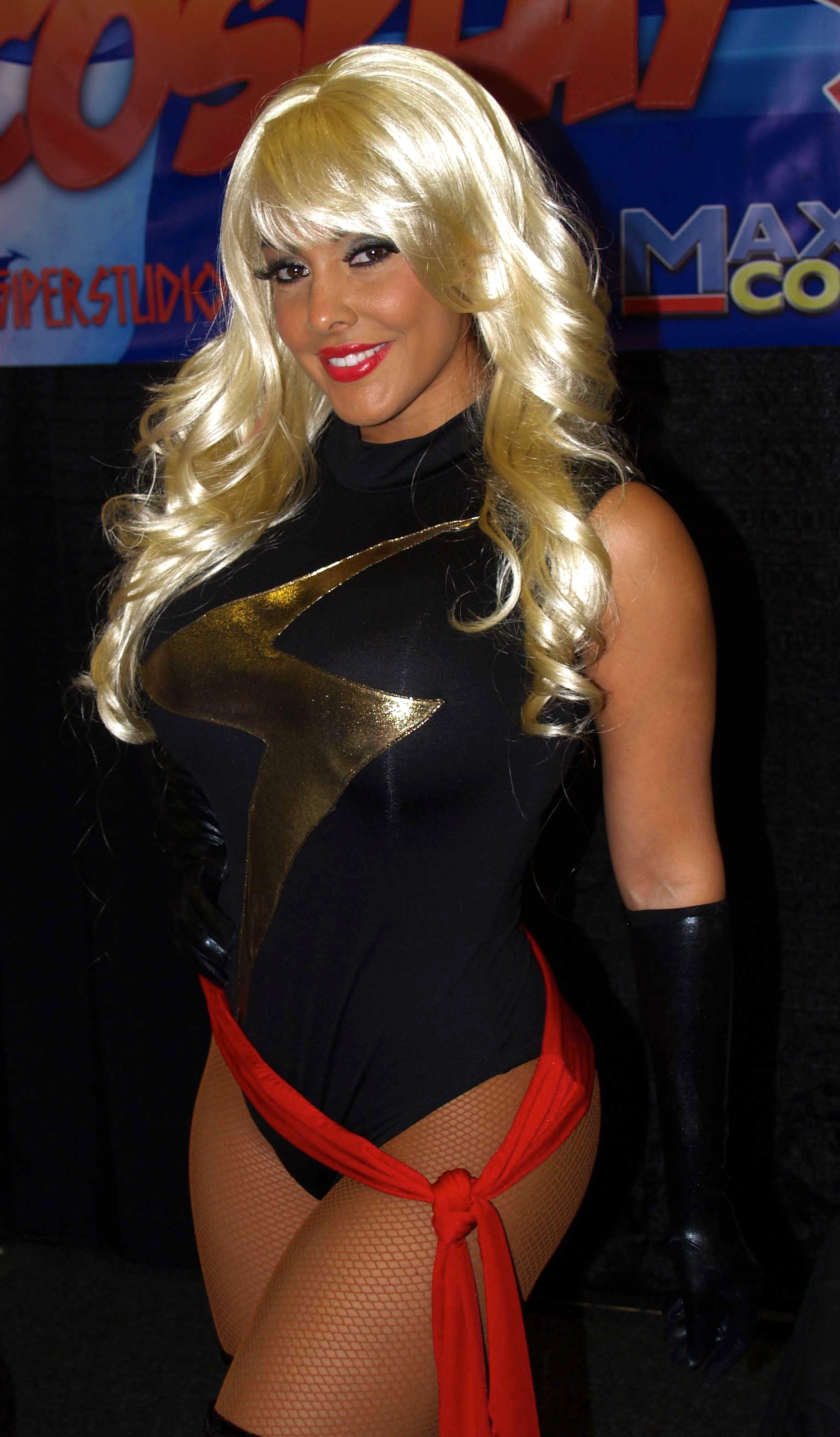
نينا مرسيدس في كوزبلاي مرتدية لباس السيدة العجيبة التي شاركت في فيلم عالم السحرة: تجربة كوميك كون في نيويورك عام 2013

في أيلول/سبتمبر 2006 أطلقت مرسيدس شركة إنتاج خاصة بها وقد سمتها هيرت بريكر للأفلام حيث وقعت اتفاق لتوزيع الأفلام مع الشركة الأخرى منشورات لاري فلينت. وفي الشهر التالي، حققت الشركة نجاحا كبيرا مما أدر عليها أموالا طائلة ففتحت موقعا خاصا بها يحتوي على خلفيات جنسية، مقاطع فيديو، نصائح جنسية وكل ذلك متاح بشكل مجاني على الحواسيب والهواتف المحمولة، كما أطلقت في نفس العام موقع XXXSexCash.com الذي أصبح موقعا تابعا لها. توقفت مرسيدس عن التمثيل في الأفلام الإباحية لمدة سنتان وذلك قصد التركيز على بناء موقعها في الإنترنت ثم عادت بشكل أقوى بحلول تموز/يوليه 2010.
في 15 يونيو 2013، أطلقت مرسيدس مجددا شركة جديدة لكن هذه المرة مختصة في ملابس السباحة وقد اخترات لها اسم لا سكوربيا (La Scorpia)، كما تمتلك مرسيدس موقع CosplayStars.com الذي يضم صور لها ولغيرها من الممثلات الإباحيات في كوزبلاي.

## روابط خارجية
- نينا مرسيدس على موقع IMDb (الإنجليزية)
- نينا مرسيدس على موقع ألو سيني (الفرنسية)
- نينا مرسيدس على موقع قاعدة بيانات الفيلم (الإنجليزية)
- نينا مرسيدس على موقع كينوبويسك (الروسية)